# یو کان
یو کان (انگلیسی: Yo Kan؛ زادهٔ ۱۹ اکتبر ۱۹۷۸) یک بازیکن تنیس روی میز اهل ژاپن است. 
وی در مسابقات کشوری و بین‌المللی در مجموع برنده ۲ مدال طلا شده‌است.